# Сновська округа
Сно́вська окру́га — адміністративно-територіальна одиниця Української СРР в 1923–1925 роках. Утворена 7 березня 1923 року у складі Чернігівської губернії. Окружний центр — місто Сновськ. Ліквідована 3 червня 1925 року.

## Склад округи
Утворена 7 березня 1923 року з окружним центром у Сновську в складі таких районів (волостей):
- Городнянський — з волостей: Мощенської, ст. Руднянської, частини Дроздовицької, частини Н. Боровицької, (селищ: Пісчанка, Горськ, Бутівка, Жабинське, сл. Здрягівка, х. Софіївка, Жеведь).
- Добрянський — з волостей: Ново-Яриловичеської, Олешнянської, частини Дроздовицької (селищ: Перепис-Куси, х. Мик. Воздвиженський, Володимірівка, Вагоничи), з центром в с. Добрянці.
- Карюківський — з волостей: Карюківської і Олександрівської.
- Менський — з волостей: Менської, Блиставської.
- Охраміївський — з волостей: Охраміївської і Перелюбської.
- Синявський — з волостей: Синявської, Волосківської.
- Сновський — з волостей: Вел. Шемельської, частини Н. Боровичеської, (селища Старі й Нові Боровичі, Елін, Безуглівка, Слобідка, Ількуні) з центром в м. Сновську.
- Сосницький — з волостей: Сосницької, Бабської (Макошинської).
- Туничівський — з волості: Туничівської.
- Холменський — з волостей: Холменської і Погорільської.
- Чорнотичеський — з волостей: Волинківської та Авдіївської, з центром в с. Чорнотичах.

10 грудня 1924 року відбулися зміни територіального устрою округи:
- Село Горошкове та хутір Петрівщину Городнянського району Сновської округи передано до складу Тупичівського району Сновської округи.
- Задереївську, Клубівську, Лизуново-Руднянську й Суслівську сільради Добрянського району Сновської округи передано до складу Ріпкинського району Чернигівської округи.
- Село Звеничів Тупичинського району Сновської округи передано до складу Бобровицького району Чернигівської округи.
- Село Воловицю й хутори Ольгодорф і Ворону Менського району Сновської округи передано до складу Хороше-Оэерського району Ніжинської округи.

На момент розформування до складу округи входили 11 районів:
- Городнянський
- Добрянський
- Корюківський
- Менський
- Охраміївський
- Синявський
- Сновський
- Сосницький
- Тунічівський (Тупичівський)
- Холмінський
- Чорнотицький

Після розформування округи території було передано:
- Добрянського, Городнянського, Тунічівського й Сновського районів — у склад Чернигівської округи;
- Охраміївського, без Чепелівської сільради, й Холмінського районів — у склад Новгород-Сіверської округи;
- Корюківського, Менського, Сосницького й Чорнотицького районів — у склад Конотопської округи.

- Волосківської, Дягівської й Степанівської сільрад Синявського району — у склад Менського району, переданого до Конотопської округи;
- Дазвинської й Низківської сільрад Синявського району, Чепелівську сільраду Охраміївського району — у склад Сновського району, переданого до Чернигівської округи;
- Синявської, Городищінської, Стольнинської, Удівської й Семенівської сільрад Синявського району — у склад Березинського району Чернигівської округи.

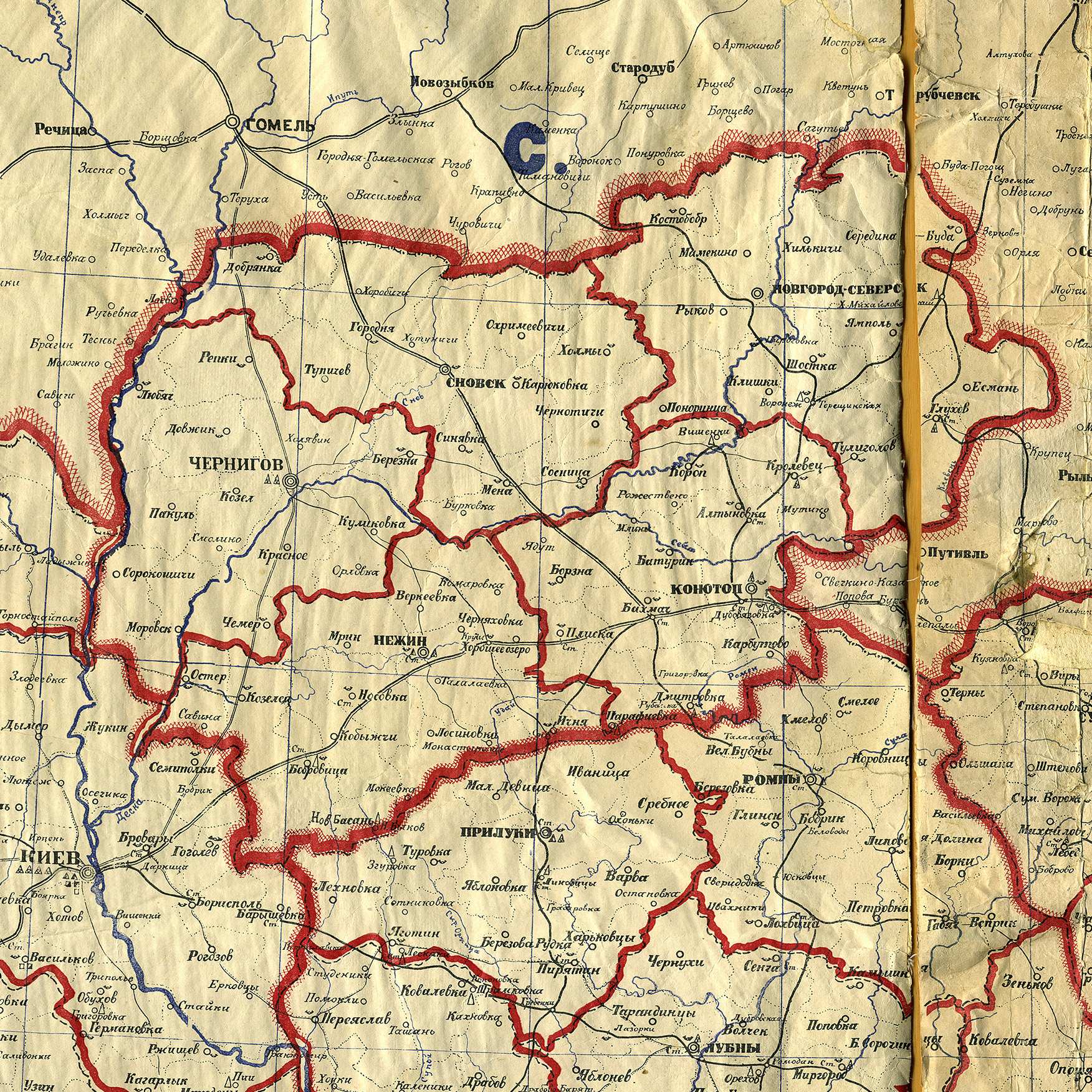
Карта Сновської округи у складі Чернігівської губернії, 1923
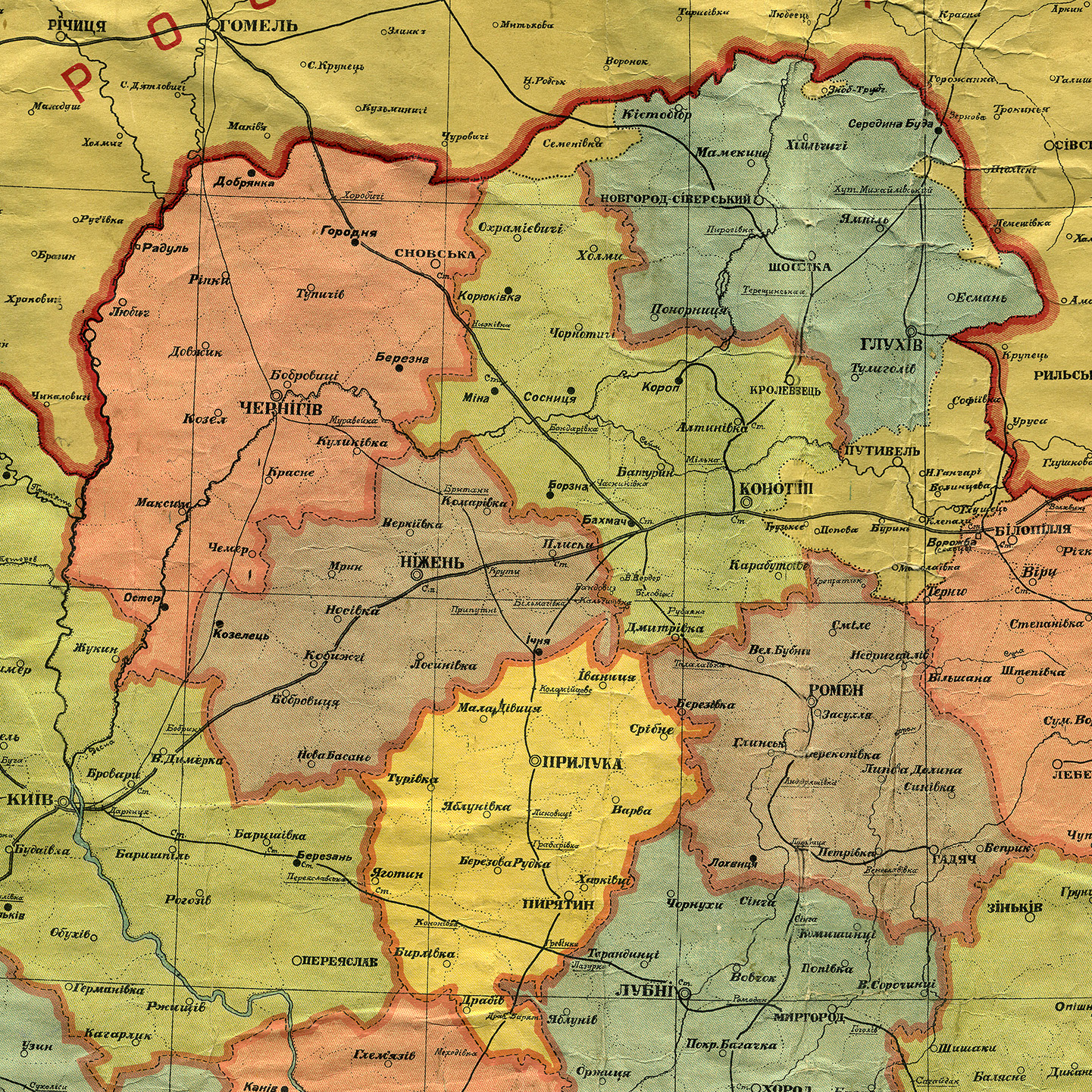
Карта колишньої Сновської округи, адміністративні межі станом на 1 жовтня 1925
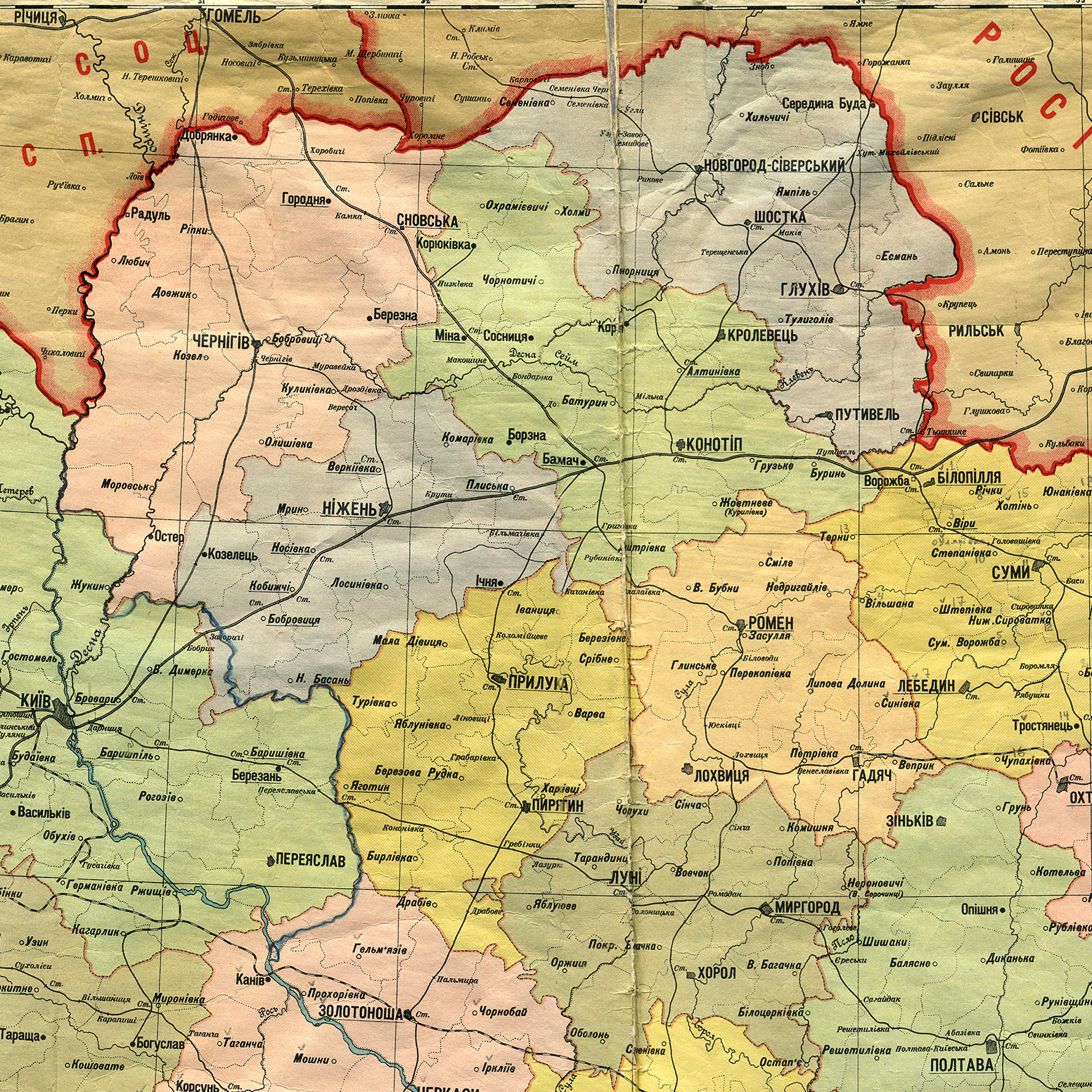
Карта колишньої Сновської округи, адміністративні межі станом на 1 березня 1927

## Керівники округи

### Відповідальні секретарі окружного комітетуКП(б)У
- Стрілець Антон Лаврентійович (1923—1924)

### Голови окружного виконавчого комітету
- Остапенко Іван Григорович (.03.1923—1924),
- Крапивін Григорій Омелянович (1924—1925)